# Liste des subdivisions administratives du Ningxia

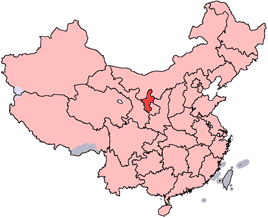
La région autonome du Níngxià

La structure administrative de la  région autonome du Níngxià, l'une des cinq régions autonomes de la république populaire de Chine, est constituée des trois niveaux suivants :
- 5 subdivisions de niveau préfecture
  - ce sont toutes des villes-préfectures
- 21 subdivisions de niveau district
  - 2 villes-districts
  - 11 xian
  - 8 districts
- 229 subdivisions de niveau canton
  - 94 bourgs
  - 93 cantons
  - 42 sous-districts

La table ci-dessous donne uniquement la liste des subdivisions de niveau préfecture et de niveau district.
| Niveau préfecture                           | Niveau district      | Niveau district     | Niveau district |
| Niveau préfecture                           | Nom                  | Chinois (simplifié) | Pinyin          |
| ------------------------------------------- | -------------------- | ------------------- | --------------- |
| Ville de Yinchuan 银川市 Yínchuān Shì       | District de Xingqing | 兴庆区              | Xīngqìng Qū     |
| Ville de Yinchuan 银川市 Yínchuān Shì       | District de Jinfeng  | 金凤区              | Jīnfèng Qū      |
| Ville de Yinchuan 银川市 Yínchuān Shì       | District de Xixia    | 西夏区              | Xīxià Qū        |
| Ville de Yinchuan 银川市 Yínchuān Shì       | Ville de Lingwu      | 灵武市              | Língwǔ Shì      |
| Ville de Yinchuan 银川市 Yínchuān Shì       | Xian de Yongning     | 永宁县              | Yǒngníng Xiàn   |
| Ville de Yinchuan 银川市 Yínchuān Shì       | Xian de Helan        | 贺兰县              | Hèlán Xiàn      |
| Ville de Shizuishan 石嘴山市 Shízuǐshān Shì | District de Dawukou  | 大武口区            | Dàwǔkǒu Qū      |
| Ville de Shizuishan 石嘴山市 Shízuǐshān Shì | District de Huinong  | 惠农区              | Hùinóng Qū      |
| Ville de Shizuishan 石嘴山市 Shízuǐshān Shì | Xian de Pingluo      | 平罗县              | Píngluó Xiàn    |
| Ville de Wuzhong 吴忠市 Wúzhōng Shì         | District de Litong   | 利通区              | Lìtōng Qū       |
| Ville de Wuzhong 吴忠市 Wúzhōng Shì         | Ville de Qingtongxia | 青铜峡市            | Qīngtóngxiá Shì |
| Ville de Wuzhong 吴忠市 Wúzhōng Shì         | Xian de Yanchi       | 盐池县              | Yánchí Xiàn     |
| Ville de Wuzhong 吴忠市 Wúzhōng Shì         | Xian de Tongxin      | 同心县              | Tóngxīn Xiàn    |
| Ville de Guyuan 固原市 Gùyuán Shì           | District de Yuanzhou | 原州区              | Yuánzhōu Qū     |
| Ville de Guyuan 固原市 Gùyuán Shì           | Xian de Xiji         | 西吉县              | Xījí Xiàn       |
| Ville de Guyuan 固原市 Gùyuán Shì           | Xian de Longde       | 隆德县              | Lóngdé Xiàn     |
| Ville de Guyuan 固原市 Gùyuán Shì           | Xian de Jingyuan     | 泾源县              | Jīngyuán Xiàn   |
| Ville de Guyuan 固原市 Gùyuán Shì           | Xian de Pengyang     | 彭阳县              | Péngyáng Xiàn   |
| Ville de Zhongwei 中卫市 Zhōngwèi Shì       | District de Shapotou | 沙坡头区            | Shāpōtóu Qū     |
| Ville de Zhongwei 中卫市 Zhōngwèi Shì       | Xian de Zhongning    | 中宁县              | Zhōngníng Xiàn  |
| Ville de Zhongwei 中卫市 Zhōngwèi Shì       | Xian de Haiyuan      | 海原县              | Hǎiyuán Xiàn    |